# Pongrác
A Pongrác a görög Pankratész név latin Pancratius formájából származik, a jelentése mindenható erő. A magyar népi hagyományban a fagyosszentek egyike.

## Rokon nevek
- Pongor:[1] a Pongrác régi magyar alakja.[2]

## Gyakorisága
Az 1990-es években a Pongrác és a Pongor szórványos név volt, a 2000-es években nem szerepelnek a 100 leggyakoribb férfinév között.

## Névnapok
Pongrác, Pongor
- május 12.[2]

## Híres Pongrácok, Pongorok
- „Pongrác” utónevű személyek szócikkeinek listája a Wikidata alapján